# فهرست انواع کلاه‌ها

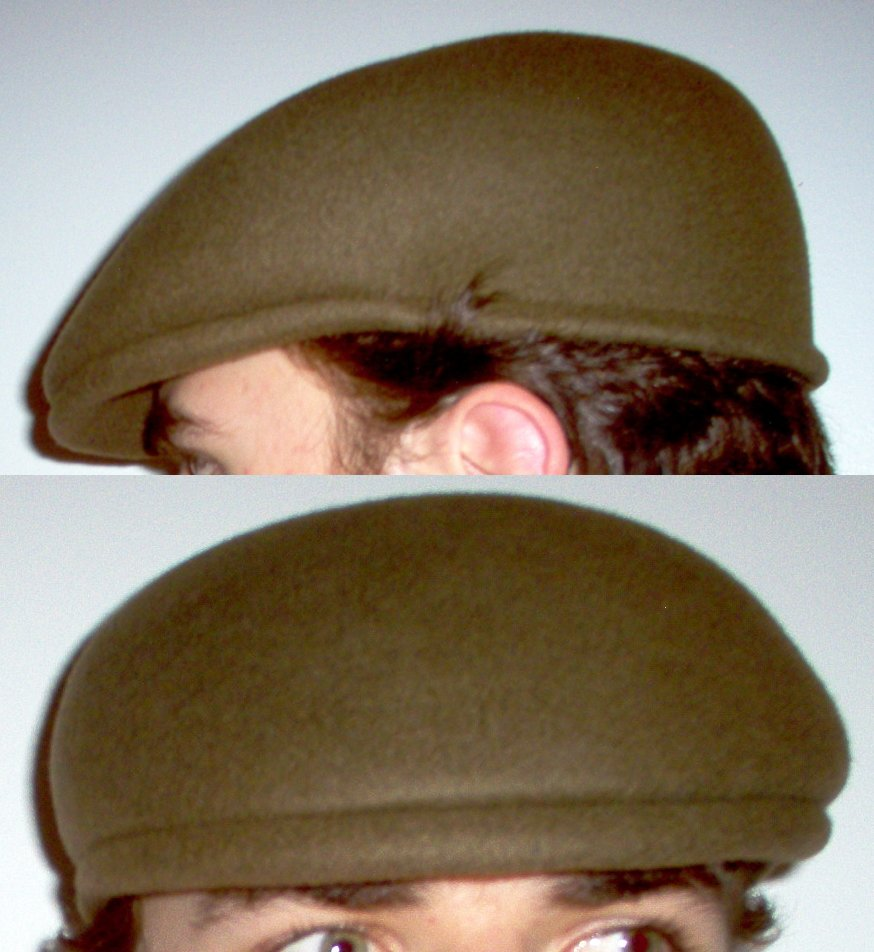
فهرست انواع کلاه‌ها

فهرست زیر به انواع کلاه‌ها اشاره دارد:

## انواع کلاه‌های تاریخی
- کلاه شاپو
- کلاه خسروی
- کیپا
- کلاه پهلوی

### تاج‌ها
- تاج کیانی
- تاج پهلوی

## سایر
- کلاه لبه دار
- کلاه مالی
- کلاه ایمنی
- کلاه حصیری
- کلاه خود
- کلاه نمدی
- کلاه ایمنی موتورسیکلت
- قالب کلاه
- سمبررو
- عرقچین
- کلاه فریژی